# Хобабо
Хобабо (исп. Jobabo) — город и муниципалитет в провинции Лас-Тунас на Кубе. Хобабо расположен в южной части провинции, в 34 км к югу от провинции Лас-Тунас, столица провинции.

## Происхождение названия
Название Jobabo произошло от слова jobabol из группы языков Таино, что означает «место, где растёт множество деревьев Хобо».

## Демографическая ситуация
В 2012 году население Хобабо составляло 20,309 человек. С общей площадью 886 км², Хобабо имеет плотность 55,9 чел./км².